# Wohn- und Wirtschaftsgebäude Bremer Straße 57
Das Wohn- und Wirtschaftsgebäude Bremer Straße 57 in Diepholz, Ortsteil Sankt Hülfe, stammt aus dem 19. Jahrhundert. Aktuell (2023) wird es als Wohn- und Wirtschaftshaus genutzt.
Das Gebäude steht unter Denkmalschutz (siehe auch Liste der Baudenkmale in Diepholz).

## Beschreibung
Das eingeschossige traufständige Vierständer-Hallenhaus in Fachwerk mit verputzten Ziegelausfachungen und mit hohem Satteldach, Uhlenloch und niedersächsischen Pferdeköpfen stammt von 1848 (Inschrift am Giebelbalken). Zum Hof gehören weitere nicht denkmalgeschützte Nebengebäude.
Das Landesdenkmalamt befand: „… geschichtliche Bedeutung … durch beispielhafte Ausprägung eines niederdeutschen Hallenhauses in Vierständerbauweise … .“